# Smash Records
Smash Records foi uma gravadora americana fundada em 1961 como subsidiária da Mercury Records  pelo executivo da Mercury, Shelby Singleton e gerenciada por Singleton com Charlie Fach. Fach tomou o controle após Singleton deixar a Mercury em 1966. Seus artistas incluem Frankie Valli, James Brown, Bruce Channel, Roger Miller, The Left Banke, Bill Justis e Jerry Lee Lewis.
Uma disputa com a King Records levou James Brown a lançar todas as gravações instrumentais de sua banda entre 1964 e 1967 pela Smash. Smash também lançou três álbuns com vocais de Brown, incluindo o single proto-funk de 1964 "Out of Sight".
A Smash compartilhou o sistema de numeração de seus singles com outros selos que eles distribuíam. O mais importante destes selos foi a Fontana Records. A Mercury descontinuou o selo Smash em 1970.
A proprietária da Mercury, a PolyGram usou a marca Smash para seus relançamentos nos anos 1980. A PolyGram reviveu a Smash em 1991 como um selo de R&B/dance com seus escritórios localizados em Chicago. Primeiramente sob o comando da PolyGram Label Group (PLG), então sob os cuidados da Independent Label Sales (ILS), depois com a Island Records até a aposentadoria da marca em 1996. Um dos sucessos experimentados pela Smash neste período foi "People Are Still Having Sex" do produtor musical de house music LaTour. Outro artista de sucesso nas paradas dance foi Jamie Principle.

## Artistas da Smash Records
- The Angels
- The Asylum Choir
- James Brown
- The Caravelles
- Mother Maybelle Carter
- Jimmy Castor
- Bruce Channel
- Dee Jay & The Runaways
- Joe Dowell
- Pete Drake (and his talking Steel Guitar)
- Jay & the Techniques
- Bill Justis
- Dickie Lee
- Left Banke
- Jerry Lee Lewis
- Linda Gail Lewis
- The Mesmerizing Eye
- Roger Miller
- The Nouns
- Charlie Rich
- Frankie Valli
- Sir Douglas Quintet
- Millie Small
- Swingin' Medallions
- The Tempests
- Eric Von Schmidt
- The Walker Brothers
- Scott Walker
- Crunch-O-Matic
- D'Bora
- Jamie Loring
- Jamie Principle
- LaTour
- M-Doc
- Chris Mars
- Luke "Long Gone" Miles[4]
- The Millions
- Pleasure Game
- Presence
- Sheep On Drugs
- Ten Tray
- Cookie Watkins
- Yello

## Ligações Externas
- Discografia da Smash Records no Discogs.com
- The Smash Records Story from BSN Pubs
- A discography of Smash albums
- A discography of Smash singles
- A biography of Pete Drake